# Кочковатский сельсовет
Кочкова́тский сельсове́т — муниципальное образование в Астраханской области Харабалинского района, административный центр — село Кочковатка.

## История
6 августа 2004 года в соответствии с Законом Астраханской области № 43/2004-ОЗ установлены границы муниципального образования, сельсовет наделен статусом сельского поселения.

## Население
| 2010  | 2012  | 2013  | 2014  | 2015  | 2016  | 2017  |
| ----- | ----- | ----- | ----- | ----- | ----- | ----- |
| 2013  | ↗2037 | ↘2018 | ↘1993 | ↗2002 | ↘1988 | ↘1982 |
| 2018  | 2019  | 2020  | 2021  |       |       |       |
| ↘1961 | ↘1954 | ↘1952 | ↗2040 |       |       |       |

## Состав сельского поселения
| № | Населённый пункт | Тип населённого пункта       | Население |
| - | ---------------- | ---------------------------- | --------- |
| 1 | Кочковатка       | село, административный центр | ↘1597     |
| 2 | Сазаний Угол     | хутор                        | ↘13       |
| 3 | Чапчачи          | посёлок                      | ↗403      |